# Kostel svatého Jana Nepomuckého (Svatý Jan nad Malší)
Kostel svatého Jana Nepomuckého je farní kostel ve Svatém Janu nad Malší v okrese České Budějovice. V roce 1958 byl vyhlášen kulturní památkou.

## Historie
Jde o pozdně barokní kostel postavený na místě poutní kaple svatého Jana Nepomuckého, k jejímuž postavení údajně inspirovalo tehdejšího velešínského faráře Jana Bernarda Rierenschopla pět hvězd, světcův symbol, které nad návrším, kde nyní kostel stojí, spatřil v roce 1732, tedy pouhé tři roky po Nepomukově svatořečení. Kaple byla vysvěcena roku 1735.
Budova kostela pochází z let 1777–1782 a byla vybudována i za pomoci financí získaných ve sbírce obyvatel obce Ločenice. V roce 1785 byly ke kostelu přistavěny ambity a v roce následujícím byla vystavěna fara, jež je také předmětem památkové ochrany.
Mezi lety 1823–1824 prošel kostel stavební úpravou, během které získal věž, která je rovněž památkově chráněná. Projekt finančně významně podpořil hrabě Jan Nepomuk Josef Buquoy z Nových Hradů. Do věže v roce 1906 přibyly hodiny. Kolem kostela vznikla během 18. století osada, jež získala jméno podle světce, jemuž je kostel zasvěcen.
V roce 2018 byla dokončena rekonstrukce budovy.

## Popis
Kostel svatého Jana Nepomuckého je jednolodní budova se sakristií a kněžištěm. Na západní straně je umístěna věž se schodištěm. Po obou stranách je umístěn ambit, jenž se zalamuje směrem na východ. V severní části se nachází fara se samostatným vjezdem do dvora, kdežto jižní křídlo ambitu využívá přilehlá škola. Východně od kostela je umístěn hřbitov.
Památkově významné architektonické části patří například dřevěné podlahy, trámové stropy, klenby a několik historických dveří s ručně zhotoveným kováním. Mezi dochované svatojánské památky patří obraz svatého Jana Nepomuckého z roku 1852 na hlavním vyřezávaném rokokovém oltáři a zdobený kříž s ostatky světce, dar místního farář A. Stropka z roku 1908.
Původní zvony pocházely z dílny Jiřího Václava Kohlera, v roce 1917 však byly konfiskovány pro válečné účely a kostel získal nové v červenci 1923.
Před kostelem rostou dvě lípy, pojmenované Masaryk a Libuše, zasazené roku 1919. V roce 2000 přibyla lípa zasazená tehdejším prezidentem Václavem Havlem a jeho manželkou Dagmar.

## Zajímavosti
- Kostel stojí v nadmořské výšce 614 m, což umožňuje dobrý výhled po okolí.[7]
- Jedná se o jedno z nejmladších poutních míst v Čechách.[1]
- Na svátek svatého Jana Nepomuckého,16. května, se ke kostelu koná každoroční pouť.[2]
- Na návsi stojí také socha svatého Jana Nepomuckého z roku 1873 vyrobená Janem Kadlecem z Trhových Svinů.[8]

## Fotogalerie

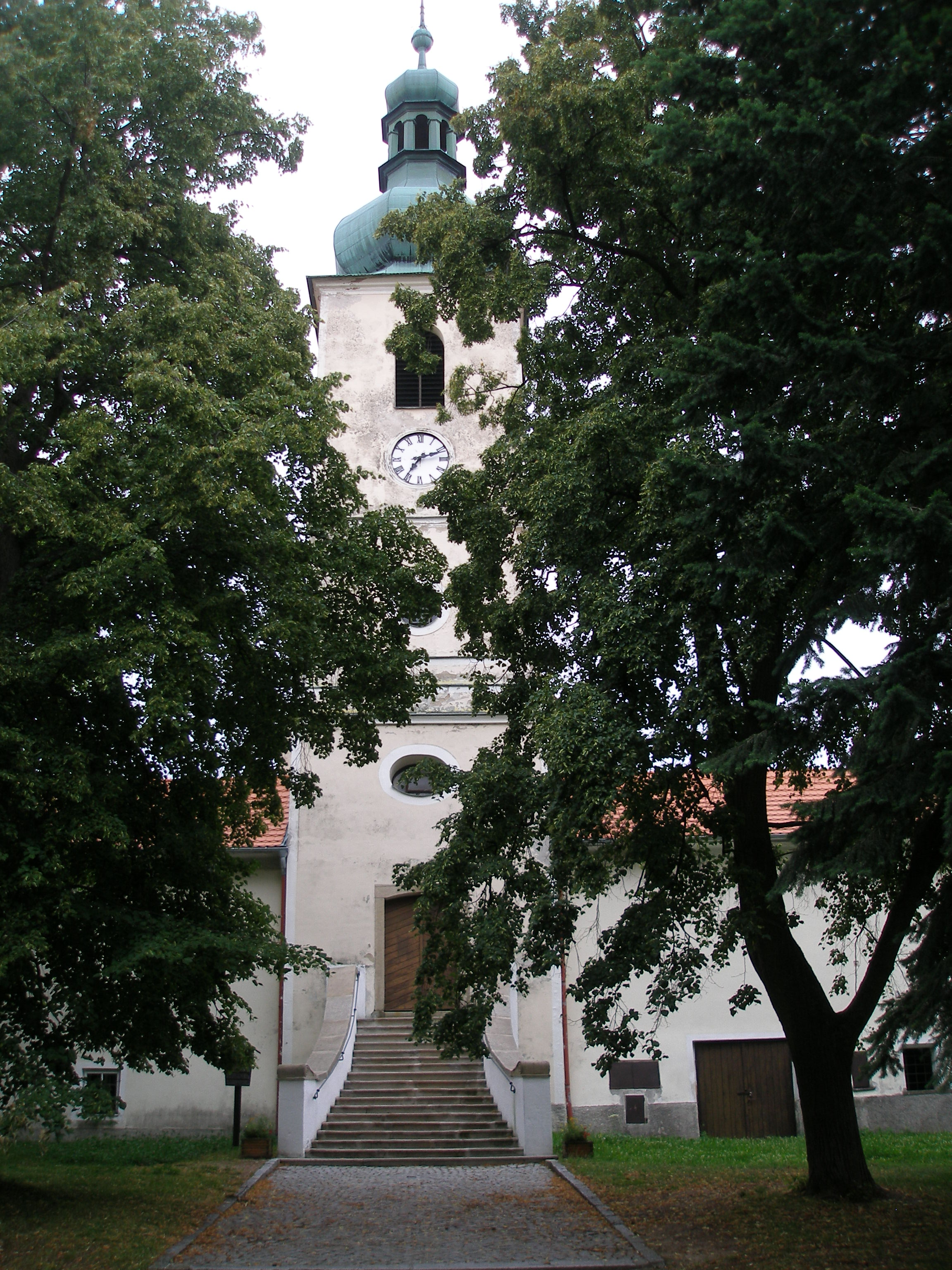
Věž se schodištěm
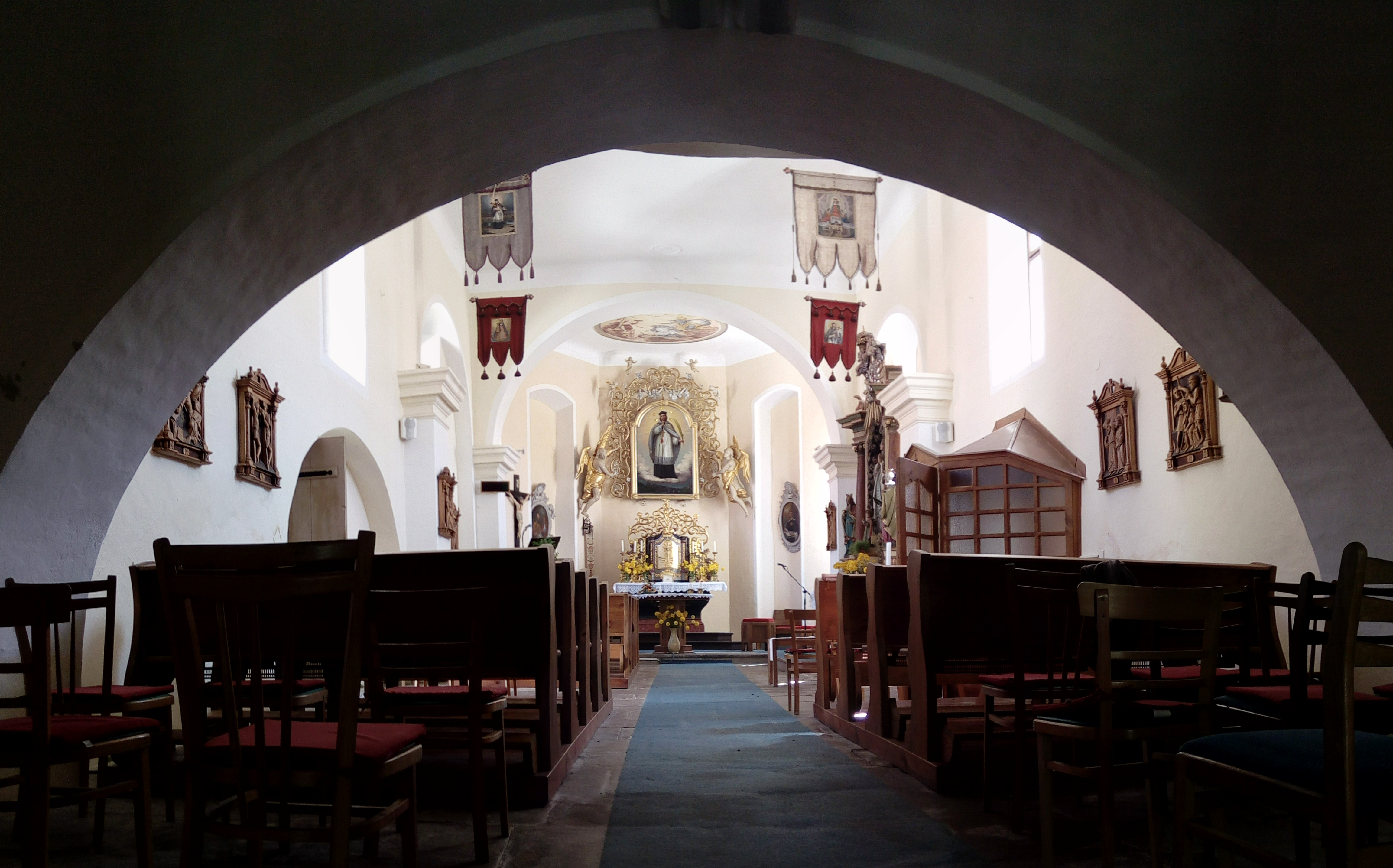
Pohled k oltáři
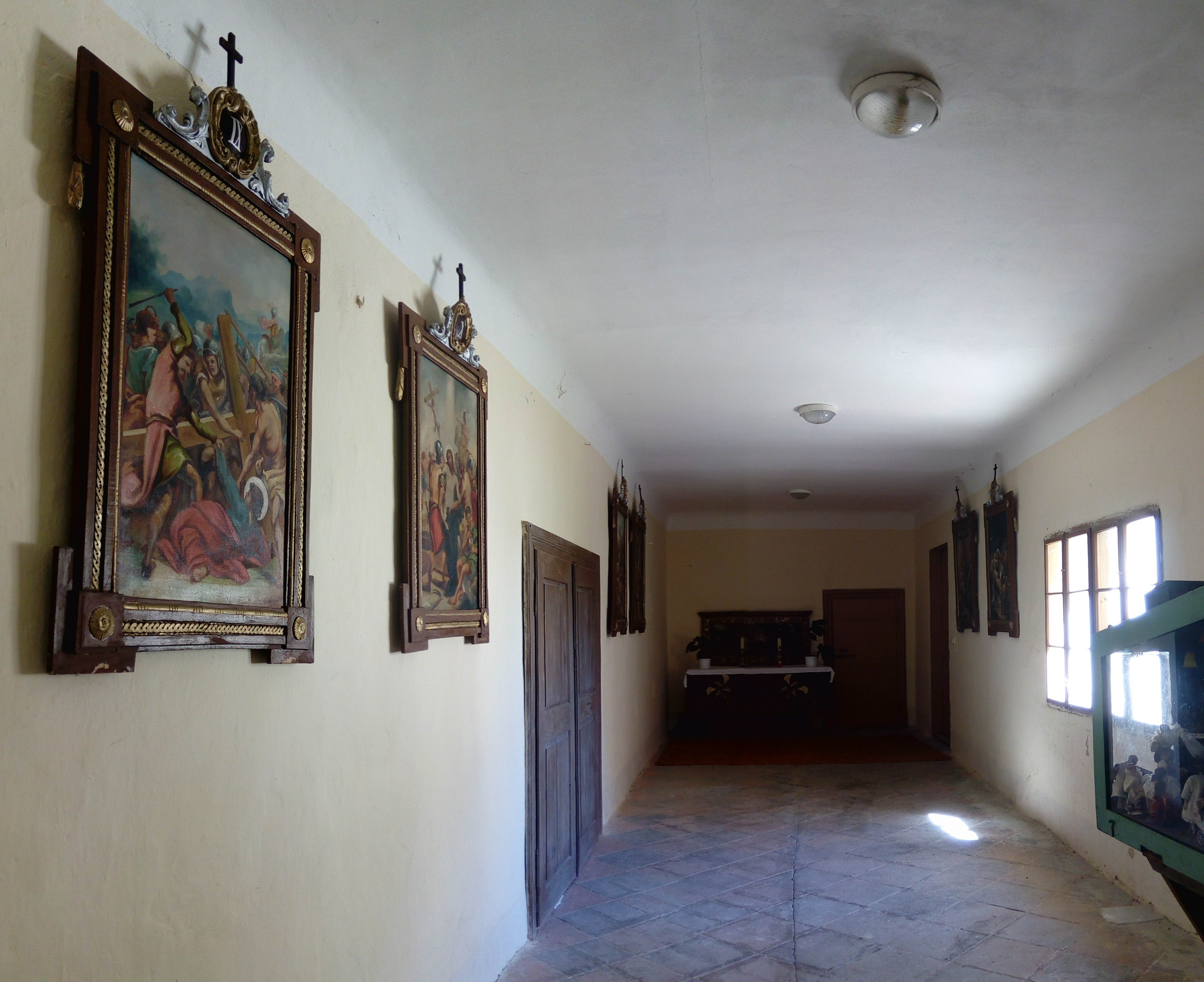
Ambit s křížovou cestou
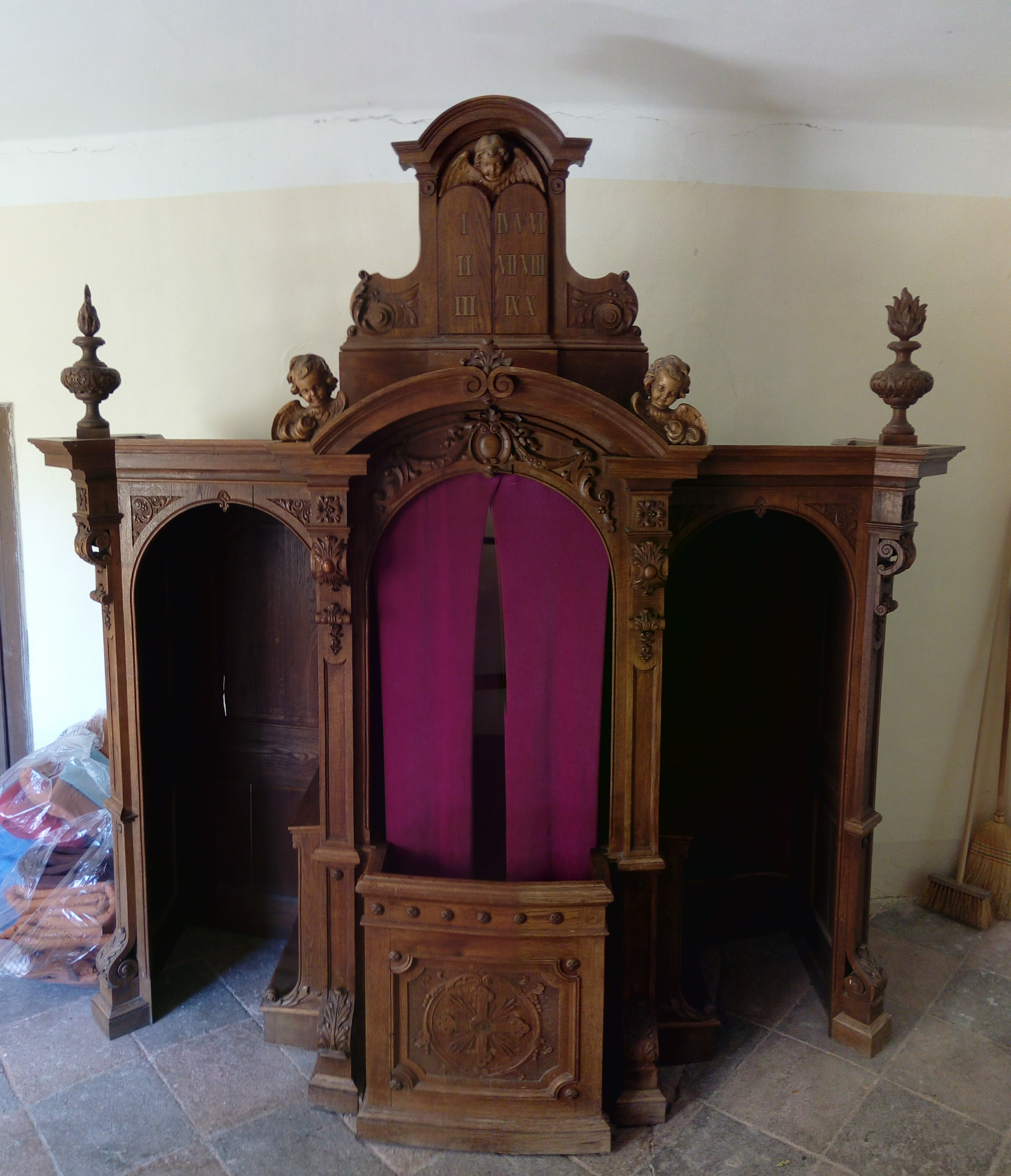
Vyřezávaná zpovědnice
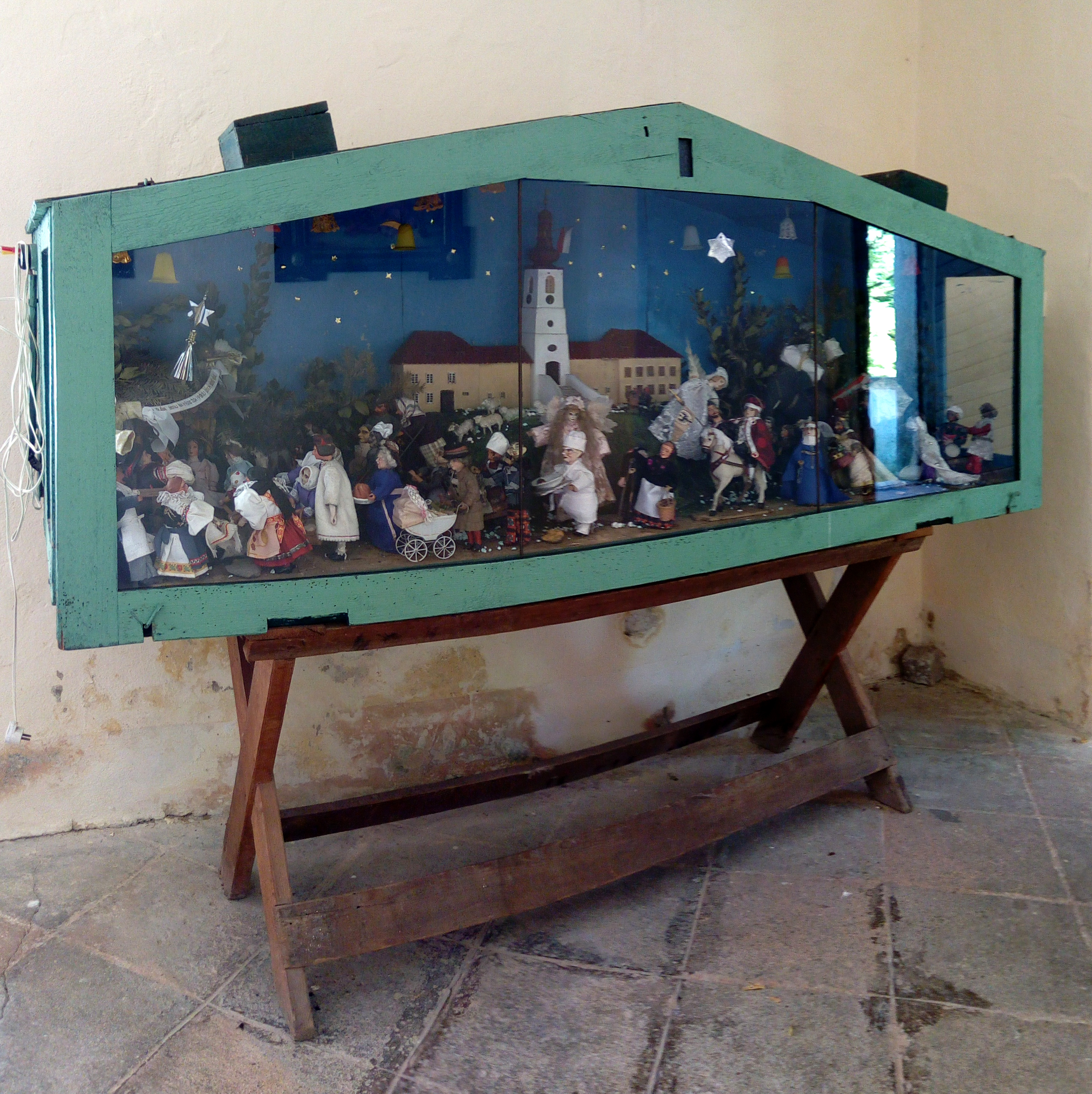
Jesličky